# 平斯克
52°07′N 26°06′E / 52.117°N 26.100°E
平斯克（發音：[pʲinsk]）是位于白俄罗斯南部布列斯特州普里皮亚季河畔的一座城市，人口125,000人。城市所在的平斯克沼泽是欧洲最大的沼泽之一。